# 데인 쿡
데인 쿡(Dane Cook, 1972년 3월 18일 ~ )은 미국의 희극인, 배우이다.

## 출연 작품

### 영화
- Flypaper (1998)
- 미스테리 맨 (1999)
- 사이먼 세즈 (1999, Simon Sez)
- 천맥전기 (2002, 天脈傳奇)
- 붙어야 산다 (2003)
- 미스터 3000 (2004)
- 토크 (2004)
- 런던 (2005)
- 웨이팅 (2005, Waiting...)
- 이 달의 점원 (2006)
- 무서운 영화 4 (2006)
- Rough Around the Edges: Live from Madison Square Garden (2007)
- 펭귄들의 익살극 (2007)
- 댄 인 러브 (2007)
- 굿 럭 척 (2007)
- 미스터 브룩스 (2007)
- 마이 베프 걸 (2008)
- Answers to Nothing (2011)
- 디텐션 (2011)
- 지.지.지 (2011)
- 비행기 (2013) - 애니메이션
- 비행기 2: 소방구조대 (2014)
- 400 데이즈 (2015)
- American Typecast (2019)

### 텔레비전
- The Late Late Show with Craig Kilborn (1999-2001) - 본인
- 지미 키멀 라이브! (2003-19) - 본인
- Last Call with Carson Daly (2004-05) - 본인
- 아메리칸 아이돌 (2008-10) - 본인
- Next Caller (2012-13)